# Cosmetidae
Cosmetidae zijn een familie binnen de orde van de hooiwagens (Opiliones).

## Kenmerken
Deze dieren zijn over het algemeen vrij neutraal gekleurd. Er zijn tropische soorten die geel of groen zijn, maar er zijn er ook, die zich door middel van kleuraanpassing binnen een bepaalde periode aan een habitat aanpassen. Mannetjes hebben lange poten en grote cheliferen, maar ze zijn meestal kleiner dan de vrouwtjes, die een legboor bezitten om eieren af te zetten.

## Verspreiding en leefgebied
Deze familie komt voor in de warme delen van Noord- en Zuid-Amerika onder stenen en tussen organisch afval.

## Taxonomie
De volgende onderfamilies worden bij de familie ingedeeld:
- Cosmetinae Koch, 1839
- Discosomaticinae Roewer, 1923